# Regular Show: The Movie
Regular Show: The Movie (Un show más: la película en Hispanoamérica, e Historias corrientes: la película en España) es una película que forma parte de la serie de J. G. Quintel. Se estuvo trabajando desde 2013, por dos años, durante la producción de la quinta y sexta temporada de la serie. Fue confirmada por J. G. Quintel a través de su cuenta de Twitter el 19 de febrero de 2015. El tráiler fue liberado el 10 de julio de 2015.

## Sinopsis
En el futuro, el mundo se encuentra en un estado posapocalíptico y es amenazado por el maligno y despiadado Líder Ross, con el propósito de destruir la Tierra y borrar el tiempo con la ayuda de un Tiempornado (un tornado que altera el espacio-tiempo, que crea agujeros de gusano en distintos lapsos de tiempo y destruye el tiempo poco a poco). Los guardias del parque ahora son: Benson (Almirante), Rigby (comandante y el mejor soldado), Pops, Musculoso, Fantasmano y Skips (como soldados de tiro). Los guardias del futuro planean destruir el Tiempornado y así salvar el mundo, pero esto se sale de sus manos cuando son emboscados por el ejército de Ross y su mano derecha: Mordecai del futuro. Mordecai del futuro mata a sus antiguos amigos excepto Benson y Rigby del futuro, quienes se ocultan. Benson del futuro se sacrifica mientras Rigby del futuro toma una nave/máquina del tiempo para volver al pasado cuando iba junto con Mordecai en la secundaria con el fin de evitar la catástrofe actual, pero Mordecai del futuro le sigue en otra nave, ambos entablan una conversación sobre lo que pasó entre ellos, con Mordecai declarando a Rigby que ya no son amigos y que le va a disparar si este viaja en el tiempo, Rigby hace caso omiso y ambos se disparan, pero Rigby del futuro es herido gravemente y dándose cuenta de que no sobrevivirá a tiempo para darle el mensaje a su yo del pasado, decide viajar a una época menos distante para encargarle el trabajo a alguien más: el presente.
En el presente, Mordecai y Rigby beben café de Eileen tras comprar burritos y corren al parque, pero llegan tarde al trabajo y Benson, finalmente los despide, pero Rigby lo engaña y le dice que esos burritos eran para él y por eso llegaron tarde. Benson los perdona y sigue el día regular hasta que la nave del Rigby del futuro cae en el parque. El equipo llega a ver y se encuentran con la versión futurista y herida gravemente (y Genial) de Rigby, quien les cuenta sobre el futuro del que viene y su misión de destruir el Tiempornado; Rigby del futuro le dice a Mordecai y Rigby que arreglen el único problema que no han arreglado: su antiguo proyecto y le suplica en privado a Rigby que esta vez diga la verdad y no cometa el mismo error que él. Segundos después, Rigby del futuro muere por su herida y el equipo decide investigar lo que esta sucediendo. En la casa con el cadáver de Rigby del futuro cubierto con un mantel, Mordecai y Rigby les explican a sus amigos que cuando iban a la secundaria, Rigby no podía graduarse debido a sus malas notas en ciencias, así que su entrenador de voleibol, Ross, le puso a hacer un proyecto de ciencias de cualquier cosa con el fin de que se graduase de la secundaria, por lo que hicieron una máquina del tiempo, la cual explotó al ser usada, Ross fue enviado a la cárcel y Mordecai y Rigby fueron expulsados de la escuela, mientras que por alguna razón (bastante extraña para ser cierto), Rigby fue aceptado a la universidad y Mordecai no y se tuvo que quedar en una escuela de educación superior. Los guardias deducen que el Tiempornado se originó de ahí y deciden usar la nave de Rigby del futuro e ir al pasado para impedir que sea construida esa máquina.  
En el pasado, los Mordecai y Rigby jóvenes son molestados por el equipo de voleibol (JDV), quienes culpan a Rigby por haber arruinado su campeonato cuando los distrae en la última jugada porque este practicaba con un saxofón y sin querer los distrae y pierden. Mientras tanto, los guardias del presente llegan al pasado 6 años antes y Mordecai, Rigby, Benson y Papaleta se cuelan en la escuela secundaria, pero debido a que Benson y Pops usaron uniformes de la escuela rival, son maltratados por el equipo de voleibol. Mordecai y Rigby jóvenes son informados por su entrenador de voleibol, Ross, que Rigby debe hacer un proyecto de ciencias para pasar el curso y graduarse de la secundaria. Rigby pide un ejemplo, por lo que el maestro Ross les muestra un prototipo de una máquina del tiempo, la cual no está terminada y necesita plutonio para funcionar, el cual Ross les enseña, sabiendo que es ilegal (aunque en realidad es para volver atrás y vengarse de Rigby por arruinar su partido).
En la nave, Musculoso (quien fue encargado de cuidar la nave mientras Skips va por sus herramientas en la cochera de su yo pasado) decide ir con Fantasmano al baño en un arbusto porque el baño de la nave es muy peligroso, pero mientras no está, el Musculoso y Fantasmano del pasado se roban la nave para hundirla en el Pozo de los Autos. Musculoso, Fantasmano y Skips hacen todo lo posible para detenerlos, lo que provoca una breve pelea entre Musculoso y su contraparte del pasado, ambos pelean a la par pero Musculoso (al tener más experiencia) usa uno de sus propios puntos débiles contra su yo del pasado, noqueándolo mientras que Fantasmano del pasado se desvía para no caer al vacío mientras que Skips y Fantasmano lograr detener la nave justo antes de caer al pozo, después de salvar la nave Skips regaña a Musculoso y le dice que si va a ir al baño que use el baño de la nave la próxima vez, a lo que Musculoso responde que se aguantara el resto del viaje.
Mordecai y Rigby del pasado van a una pizzería donde hay un arcade con uno nuevo juego. Dos personas los retan a jugar y lo vencen fácilmente gracias a un par de años de práctica. Mordecai y Rigby del pasado quedan extrañados y sorprendidos, pues el juego es nuevo, pero estos resultan ser Mordecai y Rigby del presente. Mordecai y Rigby les mienten de que están para ayudarlos en su proyecto y hacen un volcán de bicarbonato en vez de la máquina. Cuando sus versiones secundarias se van, Mordecai y Rigby destruyen el prototipo de la máquina y se van, pero Ross (él del futuro) los observó todo el tiempo. Devuelta en la nave, el equipo festeja pero Rigby nota que los agujeros siguen apareciendo y se da cuenta de que su yo pasado está por hacer la mentira de la que Rigby del futuro le dijo que le revelara a Mordecai.
En la casa de Rigby del pasado, a este le llega su carta de la Universidad-U, emocionado creyendo que fue admitido abre su carta, solo para darse cuenta de que no fue aceptado. Sabiendo que Rigby nunca entraría a Universidad-U sus padres le dieron un sobre con una universidad fuera del estado siendo la única en que aceptarían a alguien como el, Rigby se niega debido a que quiere estar con Mordecai, Rigby saca su frustración destruyendo su cuarto y cayendo en una gran depresión, sintiendo miedo de que él no puede entrar con Mordecai rompería su amistad con él, Rigby en un impulso imprudente va a la casa de Mordecai para revisar el correo de la familia de Mordecai y encuentra la carta de Mordecai y para su sorpresa, él sí fue aceptado en la Universidad-U; con lágrimas y desesperación Rigby hace una carta falsa donde dice que Mordecai del pasado fue rechazado. Mordecai del pasado le sorprende y se entristece al ver que (falsamente) fue rechazado y Rigby le miente diciéndole que él sí fue aceptado. Mordecai del pasado decide ir con Rigby del pasado a la secundaria en la noche, terminar la máquina del tiempo y volver atrás para advertirles a sus contrapartes y tener mejores notas. Al irse, Rigby trata de alcanzarlos, pero es detenido por Ross del futuro, quien tan solo reemplaza el prototipo destruido por otro al abrir un portal en su antigua oficina. Rigby corre con sus amigos y todos van a la secundaría. Los guardias tratan detener a Mordecai y Rigby del pasado de crear la máquina, pero son interceptados e incapacitados por Ross y Mordecai del futuro a excepción de Musculoso, quien mata a Ross con su arma láser, solo para resucitar gracias a un collar que le permite deshacer su muerte las veces que el quiera. Mordecai y Rigby del pasado insertan el plutonio a la máquina y al ver que no funcionaba Rigby del pasado pone su reloj dentro a propósito, creyendo que eso le daría tiempo a la máquina, lo que permite al Dúo del pasado crear el "Tiempornado", provocando la explosión del laboratorio de ciencias y cayendo encima de sus versiones del presente. 
Al ver que se plan se llevó con éxito, Ross del futuro empieza a mofarse de los guardias del parque especialmente de Rigby del pasado, mencionando que gracias a él su plan se llevó a cabo a la perfección, Ross comienza a incentivar al Rigby del pasado del por qué realmente quiso colaborar con el desarrollo de su máquina del tiempo, Mordecai del pasado inocentemente menciona que querían hacer la máquina para que Rigby pudiese pasar la materia y ser aceptados en la Universidad-U, Pero Ross del futuro le dice que la realidad es otra, y le explica que la verdadera razón de porque ocurrió todo esto es que Rigby nunca fue aceptado en la Universidad-U, pero el si. Esto sorprende tanto a Mordecai y Mordecai del pasado, haciendo qué el primero empiece a cuestionar a Rigby quien miente sobre ello, Rigby lo niega pero Ross comienza a burlarse una vez más, tentando a Rigby qué lea la carta de "aceptación" que lleva consigo, Rigby nuevamente niega su culpa lo que hace que Ross saque una pelota-bomba apuntando directamente a Mordecai dando a entender qué acabará con su vida si Rigby no revela la verdad de lo que realmente paso. Totalmente acorralado, Rigby es forzado a admitir su mentira, saca su carta de rechazo y empieza a leerla en frente de todos, revelando que nunca fue aceptado en la Universidad-U y a pesar de que la Universidad-U aceptaba a "cualquier" candidato en base a una revisión obligatoria por los decanos en base a las habilidades de los candidatos solicitantes, no había razón ni justificación alguna para aceptar a Rigby, siendo un caso especial (debido a que Rigby tiene una inteligencia debajo del promedio de lo que la Universidad-U pedía como requisito mínimo además de su flojera y el poco esfuerzo que dedicaba en la escuela) y debido a ello, la Universidad-U no tiene en consideración en revisar alguna apelación que haga ya que la decisión de su rechazo fue unánime entre los decanos de la escuela y que nunca lo verán jamás pisar la Universidad-U en esta vida o por siempre. Esta revelación enfurece a Mordecai, provoca lastima y shock entre los trabajadores del parque y Mordecai del pasado, dándose cuenta de que la relación entre Mordecai y Rigby solamente duró años por una mentira provocada por Rigby mientras que Mordecai del futuro muestra signos de arrepentimiento al saber que esta decisión imprudente y premeditada fue por el miedo de Rigby a perder su amistad con el. Ross, satisfecho con la revelación y viendo como su plan para eliminar a Rigby funcionaba, lleva a cabo la fase 2 de su plan: matar a Mordecai. Ross del futuro prepara su pelota-bomba y la lanza contra Mordecai, pero el Mordecai del futuro decide sacrificarse por su contraparte del presente recibiendo el impacto y cae seriamente lastimado, Ross se sorprende ante la traición de su mano derecha, pero recupera su cordura y declara qué eliminara todo el tiempo y volara todo de todos modos, procede a retirarse no sin antes de burlarse de Rigby por haber arruinado su juego de voleibol y que ahora están a mano, usando su icónico grito como mofa. Ahora sabiendo toda la verdad, Mordecai furiosamente confronta a Rigby por sus mentiras, por haberle arrebatado su oportunidad de ser alguien exitoso y por haberlo metido en un trabajo sin futuro, Rigby intenta justificarse que lo hizo por su mejor amigo, Solo para recibir un frío y crudo rechazo de Mordecai afirmando que ya no es su amigo, que lo único que hizo fue estancarlo y que fue un idiota por haber confiado en él, rompiendo su amistad por lo que le hizo. Con culpa, vergüenza, herido por las palabras de Mordecai y su enojo consigo mismo, Rigby huye de la escuela y se lleva la nave de su yo del futuro mientras qué Benson, Papaleta, Musculoso, Skips y Fantasmano lo persiguen sin éxito. Por otro lado Mordecai ayuda a su yo del futuro quien está a punto de morir, este le confiesa a Mordecai qué a pesar de que tuvo éxito luego de unirse a Ross (Un salario de 6 dígitos y un condominio en Maui a lado de la playa) se da cuenta de que no valió la pena, ya que no hay amigos ni familia, mostrando un sincero arrepentimiento por haber matado a Rigby y si tuviera una oportunidad preferiría cambiarlo todo por una sola tarde jugando videojuegos con su hermano, le da las llaves de su nave espacial y dándole últimas palabras de aliento para salvar el futuro, luego de ello finalmente muere por sus heridas. Mordecai con horror grita por la muerte de su yo del futuro mientras que Mordecai del pasado le pregunta que si murieron (refiriéndose a su yo del futuro) lo cual Mordecai afirma que sí y Rigby del pasado le dice a su Mordecai que huyan del lugar. Mientras tanto, Rigby en su depresión trata de suicidarse tirándose al Sol, pero la nave se queda sin gasolina y lleva a Rigby a la gasolinería más cercana, Rigby en su frustración golpea la nave, solo para recibir dolor y golpearse en la cabeza, cayendo inconsciente en el acto. En el parque del pasado, todos los trabajadores están totalmente molestos (sobre todo Benson) y al mismo tiempo sorprendidos de lo que Rigby le hizo a Mordecai, mientras tanto, Fantasmano y Musculoso sugieren volver al pasado e intentar todo de nuevo, pero Skips frustrado recalca que no tienen manera de a ser eso ya que no hay tiempo o una máquina del tiempo para hacer todo eso. Mordecai llega con sus amigos con la nave de que su yo futuro tenía, sin saber lo que van a hacer en contra de Ross. Los guardias reciben una transmisión de auxilio de Gene "La Máquina Expendedora" del Futuro, el exgerente del parque rival y ahora líder de los guardabosques en la lucha contra Ross pidiendo toda la ayuda posible para detenerlo en un último ataque, por lo que Mordecai y sus amigos van a ayudarlos no sin antes ir al presente y pedir ayuda.
Rigby despierta en la gasolinera del padre tiempo, quien le explica que se está desintegrando gracias al Tiempornado además de como sus amigos se enfrentaran a Ross a pesar de la gran desventaja en la que se encuentran. Rigby le explica todo lo que le hizo a Mordecai y como eso va a destruir todo, pero el padre tiempo le hace ver el error de sus decisiones y que si de verdad quiere a Mordecai, debe de disculparse. El padre tiempo le regala a Rigby la gasolina y este va a la base donde se lleva a cabo la batalla final, Los trabajadores del parque, Los guardabosques junto con Tecmo y los Bebes Eternos logran derribar las defensas principales de la fortaleza de Ross para que Mordecai destruya el tiempornado, pero recibe un disparo del enemigo y su nave se estrella en la base, Rigby llega e tiempo para ayudar, pero ve como Mordecai es derribado y hace un esfuerzo para ayudarlo, se da cuenta de que no está en la nave, sin embargo, los súbditos de Ross empiezan a dispararle, afortunadamente es salvado por Benson y compañía, Benson sigue molesto por lo que ha hecho hasta ahora, pero Rigby menciona que va a ayudar a Mordecai, convencido, Skips le dice que lo cubrirán y le dan tiempo para poder ayudar a Mordecai. En su camino, Rigby ve distintos agujeros abiertos incluyendo desde cuando él y Mordecai se conocieron de bebés en la guardería, el resto de sus aventuras que han tenido en la serie, además de ver unas horas en el pasado (en el futuro) y ve cómo los Mordecai y Rigby del futuro discutían y se disparaban entre ellos. Rigby encuentra a Mordecai siendo confrontado por Ross del futuro. Mordecai y Rigby deciden pelear contra Ross, aunque Ross lleva la ventaja debido a sus habilidades y la capacidad de teletransportarse, dándole a ambos una paliza, aunque finalmente Rigby lo toma desprevenido y lo tira de un piso, matándolo. Con Ross fuera de acción los trabajadores del parque aprovechan la oportunidad para destruir el Tiempornado, pero antes de ello Rigby finalmente le pide perdón a Mordecai por sus intenciones egoístas, por haberlo estancado y por haberle quitado una oportunidad para ir a la universidad, Mordecai (reflexionando lo que le dijo su contraparte del futuro) le menciona que aunque lo que hizo estuvo muy mal, también admite que hizo varios errores y que no habría razón para separarse de su amigo, lo que les permite recuperar su amistad, en un acto de valentía y amistad Rigby decide sacrificarse para destruir el tiempornado, exponiéndose a la radiación del plutonio, mencionándole a Mordecai que esta es su oportunidad para redimirse, Mordecai no lo toma bien y decide ayudarlo, pero Ross una vez más resucita gracias a su collar, aun determinado a matar a ambos. Tecmo le da a Rigby su espada láser, mientras Mordecai lo avienta y con éxito logra decapitar a Ross, siendo cortado a la vez su collar. Ross cae en el Tiempornado y es desintegrado mientras su cabeza volvía a la vida una y otra vez debido a la avería de su collar. Mordecai y Rigby tiran el plutonio en el Tiempornado y este se destruye.
En el pasado, Frank y su joven hija, Margarita, reportan todo en el helicóptero 6 acerca de la explosión en la secundaria. El director Dean somete al Ross del pasado para ser arrestado por el almacenamiento de plutonio ilegal y la máquina del tiempo y por ello los chicos son expulsados, antes de ser enviado a la cárcel. Rigby del pasado (convencido por Rigby) se disculpa con Ross arruinar su partido y que su no hubiera sido por él, hubieran ganado el partido sin ningún problema. Ross ablanda su corazón, ya no teniendo razones para vengarse de Rigby y por ende, previniendo los hechos de la película, incluso ahora exhibiendo una personalidad mucho más tranquila y serena e incluso invitando a los chicos y al director Dean una hamburguesa. De vuelta al presente, Mordecai y Rigby colocan el cuerpo de Mordecai del Futuro con Rigby del Futuro y ven como sus cuerpos se esfuman luego de haberse prometido que nunca se iban a disparar entre sí, lo que significa que la línea del futuro distópico desapareciese, garantizando un mejor futuro para todos.
Al día siguiente, Benson busca a Mordecai y Rigby para reparar los daños de la nave, pero éstos se escaparon con la nave para comprar más burritos y deciden volver al parque minutos antes usando la hipervelocidad.

## Reparto
| Personaje       | Actor original   | Actor de doblaje    | Actor de doblaje   |
| --------------- | ---------------- | ------------------- | ------------------ |
| Mordecai        | J. G. Quintel    | Arturo Cataño       | Eduardo Bosch      |
| Rigby           | William Salyers  | Moisés Iván Mora    | Rafa Romero        |
| Entrenador Ross | Jason Mantzoukas | César Garduza       | Txema Moscoso      |
| Benson          | Sam Marin        | Daniel del Roble    | Juan Amador Pulido |
| Musculoso       | Sam Marin        | Manuel Bueno        | Alfredo Martínez   |
| Fantasmano      | J. G. Quintel    | Eduardo Ramírez     | Santiago Aguirre   |
| Skips           | Mark Hamill      | Raymundo Armijo     | Jorge García Insúa |
| Papaleta        | Sam Marin        | Carlos Hugo Hidalgo | Jesús Barreda      |
| Director Dean   | David Koechner   | Herman López        | Gabriel Jiménez    |
| Eileen          | Minty Lewis      | Isabel Martiñón     | Pilar Martín       |
| Margarita       | Janie Haddad     | Circe Luna          | Beatriz Berciano   |
| Estudio de voz  |                  | SDI Media de México | SDI Media Iberia   |

## Curiosidades
- Para el capítulo "El Padre Tiempo" el personaje fue doblado por Alan Sklar, en cambio para la película fue doblado por Fred Tatasciore.
- Thomas, Cj y Starla no aparecen en la película.
- Aquí se ve la segunda aparición del Padre Tiempo, donde su primera aparición fue en "El Padre Tiempo".
- También es la segunda aparición del Tiempornado, donde su primera aparición fue en "Skips viaja en el tiempo".
- Es la primera vez que Rigby conoce al Padre Tiempo; ya que cuando Mordecai lo conoció, Rigby se convirtió en polvo en "El Padre Tiempo" (episodio).
- Frank Smith y Margaret Smith aparecen en el helicóptero "6" tras la explosión de la escuela.
- La película estuvo prenominada al Óscar del 2016 pero no logró la nominación que lograron Anomalisa, Inside Out, Boy & the World, Shaun the Sheep Movie y El recuerdo de Marnie y que ganó el filme de Pixar Animation Studios.
- Este es el segundo y último largometraje de Cartoon Network Studios que fue lanzado en cines, siendo el primero Las Chicas Superpoderosas: La Película en 2002.

## Desarrollo
La película fue anunciada por primera vez en febrero de 2015 durante el upfront de Cartoon Network. El creador de la serie, J.G Quintel anunció el 11 de junio de 2015 a través de Twitter que la producción de la película se ha completado. Un tráiler de la película se mostró en el evento internacional de Comic-Con 2015 el 10 de julio de 2015 y fue lanzado a finales en línea el 12 de julio de 2015. A pesar de la película que se anunció en febrero de 2015 comenzó la producción en el 2014.
La sexta temporada de Regular Show se vio afectada por la película. Se fija para tener 40 episodios, pero debido a la producción únicamente se produjeron 31. En la temporada 7 protagonizará de nuevo con los 40 episodios por temporada.
El actor y comediante Jason Mantzoukas se establece en voz principal antagonista de la película, un entrenador de voleyball malévolo llamado Ross, mientras que David Koechner será la voz del director Dean. Muchos otros actores de voz también expresar personajes de la película, que será anunciado cerca de su fecha de estreno.

## Estreno
La película llevó una semana proyectándose en el cine Downtown Independent, en Los Ángeles, del 14 al 20 de agosto de 2015. También se proyectó el 17 de octubre de 2015 en 6 cines de Austin, Texas y se mostró en el Cine SVA de Nueva York y en el Cine Montreal en Canadá.
La película se estrenó el 25 de noviembre del 2015 en Estados Unidos, se estrenó el 7 de diciembre de 2015 en Latinoamérica y se estrenó el 26 de febrero de 2016 en España. La película salió digitalmente el 1 de septiembre de 2015 y el 18 de octubre de 2015 salió en DVD en Estados Unidos.

## Censura
Durante su transmisión por Cartoon Network Latinoamérica suprimió algunas escenas:
- Se acortó la introducción, donde se mostraban a los actores que interpretaban a los personajes, en la versión original.
- Se censura la escena donde Musculoso y Fantasmano regresaban a donde se estrelló la nave, debido a que Musculoso estaba desnudo.
- Se censura la escena donde Skips ve a Musculoso desnudo, debido a que enfocaban su trasero.
- Se censura la escena donde Musculoso golpea los pezones del Musculoso del Pasado, después de decirle "Cuida tus pepperonis".
- Se censura la escena donde el Sr. Ross lanza a Rigby hacia el cristal del Tiempornado y se electrocuta.
- Se censura la escena donde el Sr. Ross ahorca a Mordecai.